# Liste der Biografien/Schmu
Liste der Biografien |
Portal Biografien |
Personensuche
# |
A |
B |
C |
D |
E |
F |
G |
H |
I |
J |
K |
L |
M |
N |
O |
P |
Q |
R |
S |
T |
U |
V |
W |
X |
Y |
Z |
?
 
Sa |
Sb |
Sc |
Sd |
Se |
Sf |
Sg |
Sh |
Si |
Sj |
Sk |
Sl |
Sm |
Sn |
So |
Sp |
Sq |
Sr |
Ss |
St |
Su |
Sv |
Sw |
Sy |
Sz
 
Sca–Sce |
Sch |
Sci–Scz
 
Scha |
Schc |
Schd |
Sche |
Schg |
Schi |
Schj |
Schk |
Schl |
Schm |
Schn |
Scho |
Schp |
Schr |
Schs |
Scht |
Schu |
Schv |
Schw |
Schy
 
Schma |
Schme |
Schmi |
Schmo |
Schmu |
Schmy
Die Liste der Biografien führt alle Personen auf, die in der deutschsprachigen Wikipedia einen Artikel haben. Dieses ist eine Teilliste mit 154 Einträgen von Personen, deren Namen mit den Buchstaben „Schmu“ beginnt.

## Schmu

### Schmuc
- Schmuck, August (1862–1932), deutscher Arbeiter und Politiker (SPD), MdL
- Schmuck, Carsten (1968–2019), deutscher Chemiker und Hochschullehrer, Professor für organische Chemie
- Schmuck, Christa (* 1944), deutsche Rodlerin
- Schmuck, Christoph (* 1997), deutscher YouTuber und Buchautor
- Schmuck, Dominic (* 1996), deutscher Biathlet
- Schmück, Franz von (1797–1862), österreichischer Verwaltungsjurist und Politiker
- Schmuck, Helmut (* 1963), österreichischer Marathon- und Bergläufer
- Schmück, Jochen (* 1953), deutscher Sozialwissenschaftler, Publizist, Übersetzer und Verleger
- Schmuck, Johnny (* 1981), deutscher Footballspieler
- Schmuck, Lilly (* 1930), österreichische Theater- und Filmschauspielerin, sowie Hörspielsprecherin
- Schmuck, Ludwig (1892–1945), deutscher Politiker (NSDAP), SA-Führer
- Schmuck, Marcus (1925–2005), österreichischer Bergsteiger
- Schmuck, Otto (* 1953), deutscher Beamter und Autor
- Schmuck, Udo (* 1952), deutscher Fußballspieler und -trainerUdo Schmuck (* 1952)

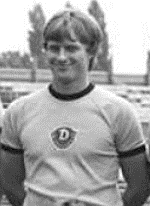
Udo Schmuck (* 1952)

- Schmuck, Uta (* 1949), deutsche Schwimmerin
- Schmuck, Vincentius (1565–1628), deutscher lutherischer Theologe und Kirchenlieddichter
- Schmuck, Werner (1899–1940), deutscher Politiker (NSDAP), MdR, MdL
- Schmuck, Wilhelm (1575–1634), deutscher Rechtswissenschaftler
- Schmuckenschläger, Franz (1898–1960), österreichischer Architekt, Bildhauer und Beamter
- Schmuckenschlager, Johannes (* 1978), österreichischer Politiker (ÖVP), Abgeordneter zum NationalratJohannes Schmuckenschlager (* 1978)

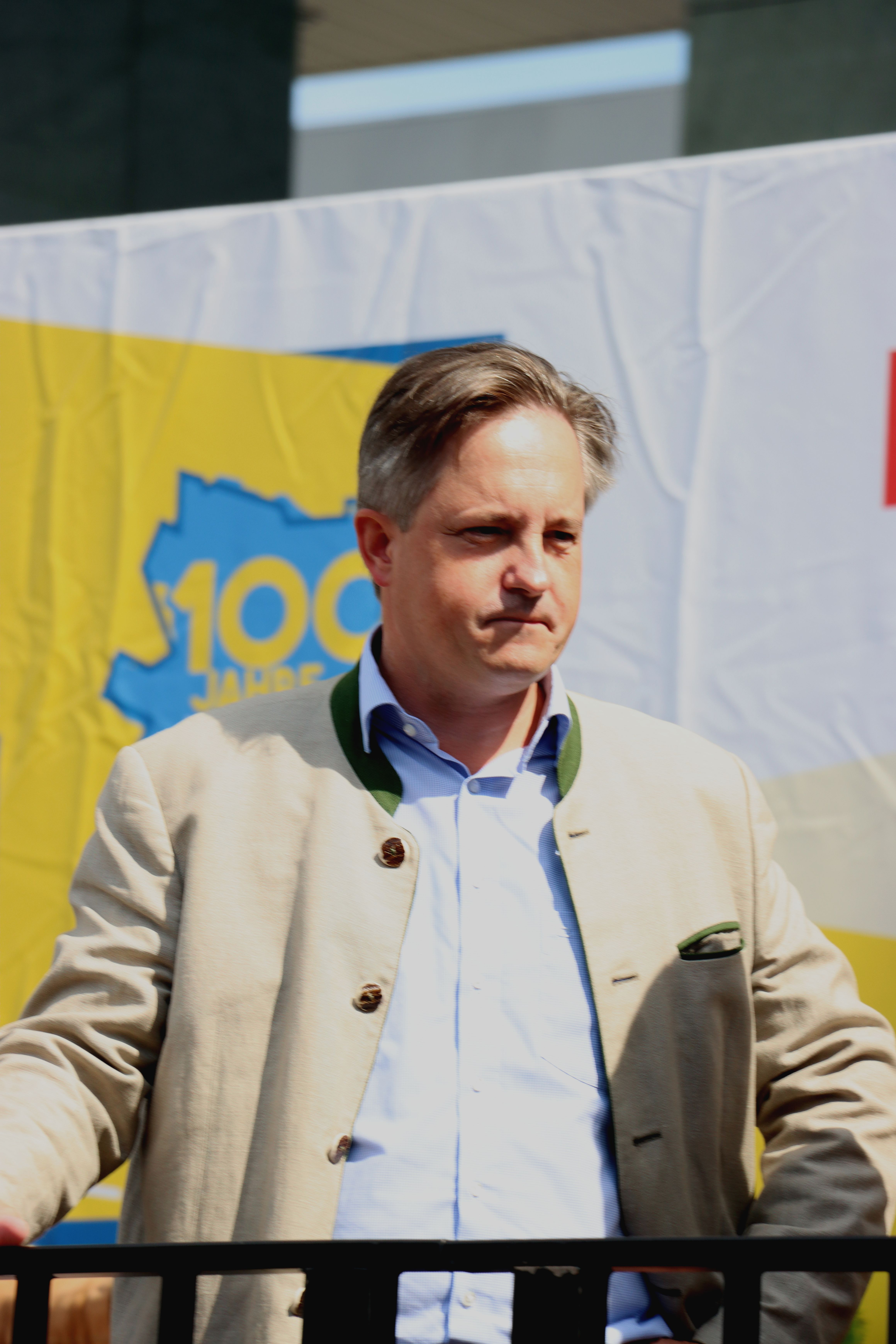
Johannes Schmuckenschlager (* 1978)

- Schmuckenschlager, Stefan (* 1978), österreichischer Politiker (ÖVP)
- Schmücker, Adalbert (1878–1927), römisch-katholischer Bischof, Apostolischer Vikar von Tsinanfu, China
- Schmücker, Aenne (1893–1985), deutsche Lehrerin, Ethnologin und Übersetzerin
- Schmucker, Andreas (* 1957), deutscher Architekt
- Schmücker, Birgitta (* 1987), deutsche Fußballspielerin
- Schmucker, Dietmar (* 1964), deutscher Biologe und Hochschullehrer
- Schmucker, Ernst, österreichischer Eishockeyspieler
- Schmucker, Ernst (1921–2001), deutscher Schauspieler und Fernsehregisseur
- Schmücker, Fritz (* 1961), deutscher Musikveranstalter und der künstlerische Leiter des Internationalen Jazzfestivals Münster
- Schmucker, Hannes (1899–1965), deutscher Maler
- Schmucker, Helga (1901–1990), deutsche Wirtschaftswissenschaftlerin und Hochschullehrerin
- Schmucker, Johann Heinrich (1684–1756), deutscher reformierter Theologe
- Schmucker, Johann Leberecht (1712–1786), preußischer Militärarzt, Chirurg und Fachbuchautor
- Schmucker, Josef (1882–1971), deutscher Landwirtschaftsbeamter
- Schmucker, Karl (1928–2024), deutscher Architekt
- Schmücker, Kurt (1919–1996), deutscher Politiker (CDU), MdBKurt Schmücker (1919–1996)

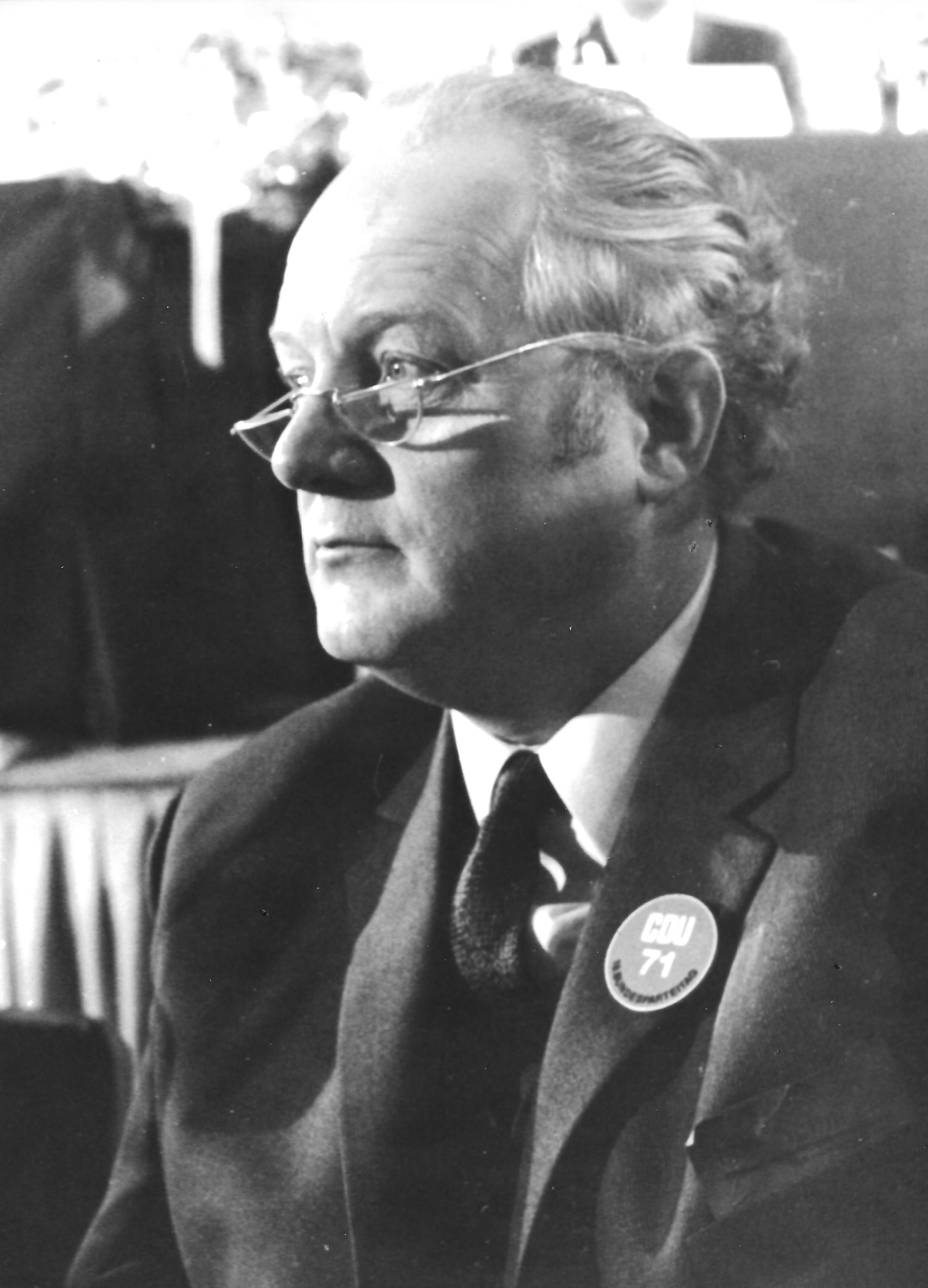
Kurt Schmücker (1919–1996)

- Schmucker, Leonhard (1919–2019), deutscher Kommunalpolitiker (CSU)
- Schmücker, Marie-Therese (1901–1982), deutsche Musikpädagogin
- Schmücker, Reinold (* 1964), deutscher Philosoph und Hochschullehrer
- Schmucker, Robert (* 1943), deutscher Raketenfachmann, Professor an der TU München am Lehrstuhl für Raumfahrttechnik
- Schmücker, Rudolf (1915–1996), deutscher SS-Hauptsturmführer
- Schmucker, Samuel L. (1879–1921), US-amerikanischer Künstler
- Schmucker, Theodor (1894–1970), deutscher Natur- und Forstwissenschaftler, Hochschullehrer
- Schmücker, Toni (1921–1996), deutscher Industriemanager
- Schmucker, Ulrich (1930–2008), deutscher Geophysiker, Pionier der Erdmagnetischen Tiefenforschung
- Schmücker, Ulrich (1951–1974), deutscher Terrorist und V-Mann
- Schmückert, Heinrich (1790–1862), deutscher Generalpostdirektor
- Schmuckert, Thomas (* 1965), deutscher Schauspieler und Synchronsprecher
- Schmucki, André (1967–2019), Schweizer Künstler, Maler, Grafiker und Fotograf
- Schmucki, Annette (* 1968), Schweizer Komponistin
- Schmucki, Oktavian (1927–2018), Schweizer Kapuziner, Autor, Ordenshistoriker und Religionsforscher
- Schmückle, Christian Daniel (1797–1885), württembergischer Stadtschultheiß und Landtagsabgeordneter
- Schmückle, Georg (1880–1948), deutscher Jurist und Schriftsteller
- Schmückle, Gerd (1917–2013), deutscher General
- Schmückle, Hans-Ulrich (1916–1993), deutscher Bühnenbildner
- Schmückle, Karl (1895–1970), deutscher Politiker (NSDAP), MdR
- Schmückle, Karl (1898–1938), deutscher Historiker, Literaturwissenschaftler und MEGA-Mitarbeiter
- Schmückle, Miron (* 1966), deutsch-rumänischer Künstler, Bühnenbildner und Kulturwissenschaftler
- Schmuckler, Oren (* 1954), israelischer Regisseur, Filmemacher und Fotograf

### Schmud
- Schmude, Jonathan (* 1992), deutscher Fußballspieler
- Schmude, Jürgen (1936–2025), deutscher Politiker (SPD), MdBJürgen Schmude (1936–2025)
- Schmude, Magdalena (* 1982), deutsche Ruderin

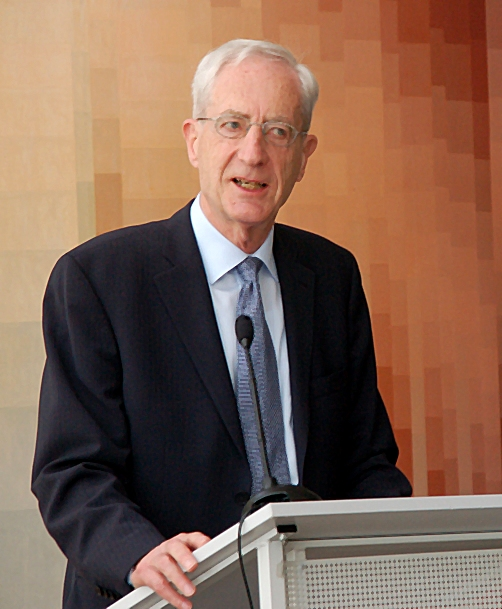
Jürgen Schmude (1936–2025)

- Schmude, Michael von (1939–2024), deutscher Politiker (CDU), MdB
- Schmudenko, Jaroslaw (* 1988), ukrainischer Tischtennisspieler
- Schmüdgen, Konrad (* 1947), deutscher Mathematiker
- Schmudski, Wladimir Wladimirowitsch (* 1947), sowjetischer Wasserballspieler

### Schmue
- Schmued, Edgar (1899–1985), deutsch-US-amerikanischer FlugzeugkonstrukteurEdgar Schmued (1899–1985)

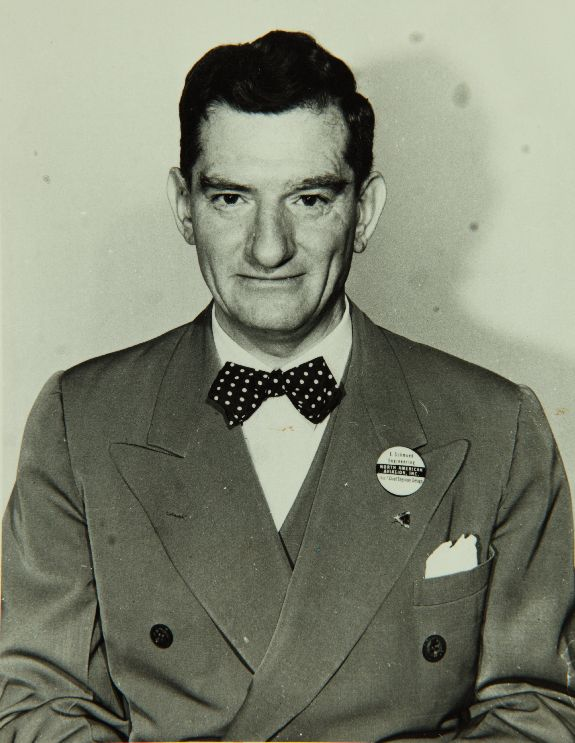
Edgar Schmued (1899–1985)

- Schmuel ha-Nagid (993–1056), jüdischer Staatsmann und Dichter

### Schmug
- Schmügel, Johann Christoph († 1798), deutscher Komponist
- Schmugge, Ludwig (* 1939), deutscher Historiker und Hochschullehrer
- Schmugge, Thorsten (* 1971), deutscher Fußballspieler

### Schmuh
- Schmuhl, Boje (* 1950), deutscher Ethnograph
- Schmuhl, Hans-Walter (* 1957), deutscher Neuzeithistoriker

### Schmuk
- Schmuki, Pascal (* 2004), Schweizer Unihockeyspieler
- Schmuki, Robert (* 1963), Schweizer Unternehmer

### Schmul
- Schmulian, Witold Lwowitsch (1914–1944), russischer Mathematiker
- Schmülling, Herbert (1937–2014), deutscher politischer Beamter (FDP)
- Schmülling, Johann Heinrich (1774–1851), deutscher römisch-katholischer Theologe, Geistlicher und Hochschullehrer
- Schmülling, Wolfgang (* 1955), deutscher politischer Beamter (SPD)
- Schmullius, Christiane (* 1960), deutsche Geographin und Hochschullehrerin
- Schmults, Edward C. (* 1931), US-amerikanischer Jurist und Wirtschaftsmanager

### Schmun
- Schmundjak, Oleksandr (* 1998), ukrainischer Badmintonspieler
- Schmundt, Alwin (1853–1940), preußischer Generalleutnant
- Schmundt, August (1855–1910), preußischer Generalmajor
- Schmundt, Hilmar (* 1966), deutscher Wissenschaftsjournalist und Sachbuch-Autor
- Schmundt, Hubert (1888–1984), deutscher Admiral der Kriegsmarine im Zweiten Weltkrieg
- Schmundt, Julius (1815–1894), deutscher Arzt
- Schmundt, Richard (1856–1927), preußischer Generalleutnant
- Schmundt, Rudolf (1896–1944), deutscher General der Infanterie der WehrmachtRudolf Schmundt (1896–1944)

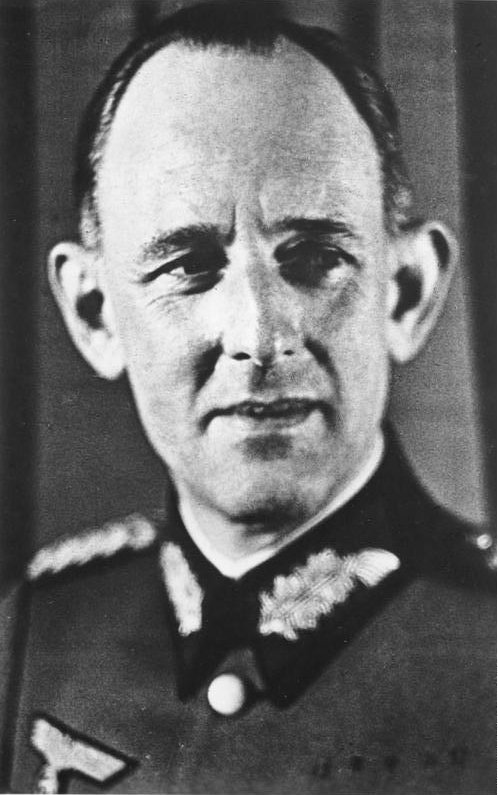
Rudolf Schmundt (1896–1944)

- Schmundt, Svante (* 2001), deutscher Basketballspieler
- Schmundt, Wilhelm (1898–1992), deutscher Anthroposoph
- Schmunk, Michael Georg (* 1951), deutscher Diplomat
- Schmunz, Heinz-Werner († 2021), deutscher Basketballspieler

### Schmur
- Schmuratko, Iwan (* 2001), ukrainischer Eiskunstläufer
- Schmurko, Artjom Wladimirowitsch (* 1985), russischer Skilangläufer
- Schmurr, Carl-Heinz (1931–2007), deutscher Politiker (SPD), MdBB
- Schmurr, Eduard (1906–1964), deutscher Landwirt und Politiker (FDP)
- Schmurr, Wilhelm (1878–1959), deutscher Maler und Hochschullehrer

### Schmus
- Schmüser, Hans (1895–1983), deutscher Politiker (KPD), MdL
- Schmüser, Peter (* 1939), deutscher Physiker

### Schmut
- Schmuth, Gottfried (1926–2018), österreichischer Kieferorthopäde und Hochschullehrer
- Schmuttermaier, Jutta (* 1966), deutsche Schauspielerin
- Schmuttermaier, Peter (* 1982), deutscher Schauspieler, Theaterpädagoge und Sprecher
- Schmuttermair, Leonhard (1922–1975), deutscher Fußballspieler
- Schmuttermayr, Georg (1932–2017), deutscher katholischer Theologe (Alttestamentler)
- Schmutz Kirgöz, Monika (* 1968), Schweizer DiplomatinMonika Schmutz Kirgöz (* 1968)

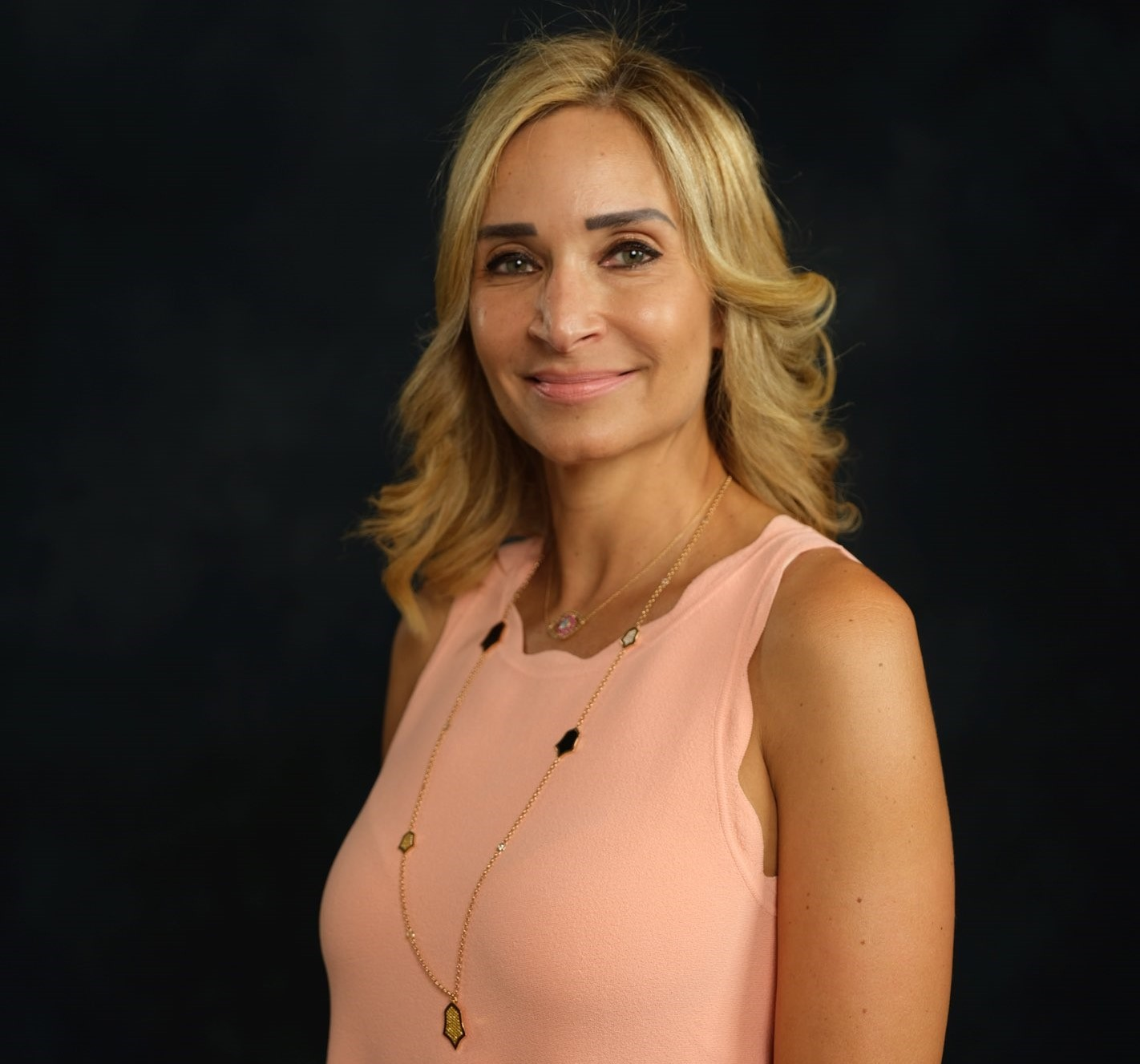
Monika Schmutz Kirgöz (* 1968)

- Schmutz, Beata Anna (* 1975), deutsch-polnische Dramaturgin und Theaterregisseurin
- Schmutz, Carl (1787–1873), österreichischer Regimentskommandeur, Landwirt und Autor des Historischen Lexikons der Steiermark
- Schmutz, Christian (* 1970), Schweizer Journalist, Schriftsteller und Dialektologe
- Schmutz, Christine (1838–1906), deutsche Mennonitin, die templerische Ansichten vertrat
- Schmutz, Dennis (* 2001), österreichischer Fußballspieler
- Schmutz, Flavio (* 1994), Schweizer Eishockeyspieler
- Schmutz, Godi (* 1954), Schweizer Radrennfahrer
- Schmutz, Hemma (* 1966), österreichische Kulturmanagerin
- Schmutz, Isabelle (* 1971), Schweizer Judoka
- Schmutz, Jacob (* 1971), französischer Philosoph
- Schmutz, Judith (* 1996), Schweizer Politikerin (Grüne)
- Schmutz, Julian (* 1994), Schweizer Eishockeyspieler
- Schmutz, Paul (1908–1982), deutscher Politiker (SPD) und Widerstandskämpfer
- Schmutz, Werner (1910–2003), Schweizer Grafiker, Zeichner und Maler
- Schmutze, Heinrich († 1704), preußischer Ingenieur-Hauptmann
- Schmutzer, Anton (1864–1936), österreichischer Musiker, Komponist und Chorleiter
- Schmutzer, Ernst (1930–2022), deutscher theoretischer Physiker und Hochschullehrer
- Schmutzer, Ferdinand (1870–1928), österreichischer Druckgrafiker, Fotograf und Porträtmaler
- Schmutzer, Jacob Matthias (1733–1811), österreichischer Kupferstecher
- Schmutzer, Johann Georg (1665–1747), Steinmetzmeister und Bildhauer der Künstlerfamilie Schmuzer in der Eggenburger Bruderschaft
- Schmutzer, Josef der Jüngere (1749–1808), österreichischer Barockmaler
- Schmutzer, Josef Ignaz Julius Maria (1882–1946), niederländischer Mineraloge, Industrieller, Kunstsammler und Politiker
- Schmutzer, Margit (* 1956), österreichische Judoka
- Schmutzer, Michael O. (* 1967), deutscher Unternehmer
- Schmutzer, Philipp M. (1821–1898), österreichischer Musiker und Komponist
- Schmutzhard, Daniel (* 1982), österreichischer Opernsänger (Bariton)
- Schmutzler, Charley Ann (* 1993), deutsche Schauspielerin und Popsängerin
- Schmutzler, Claudia (* 1966), deutsche SchauspielerinClaudia Schmutzler (* 1966)

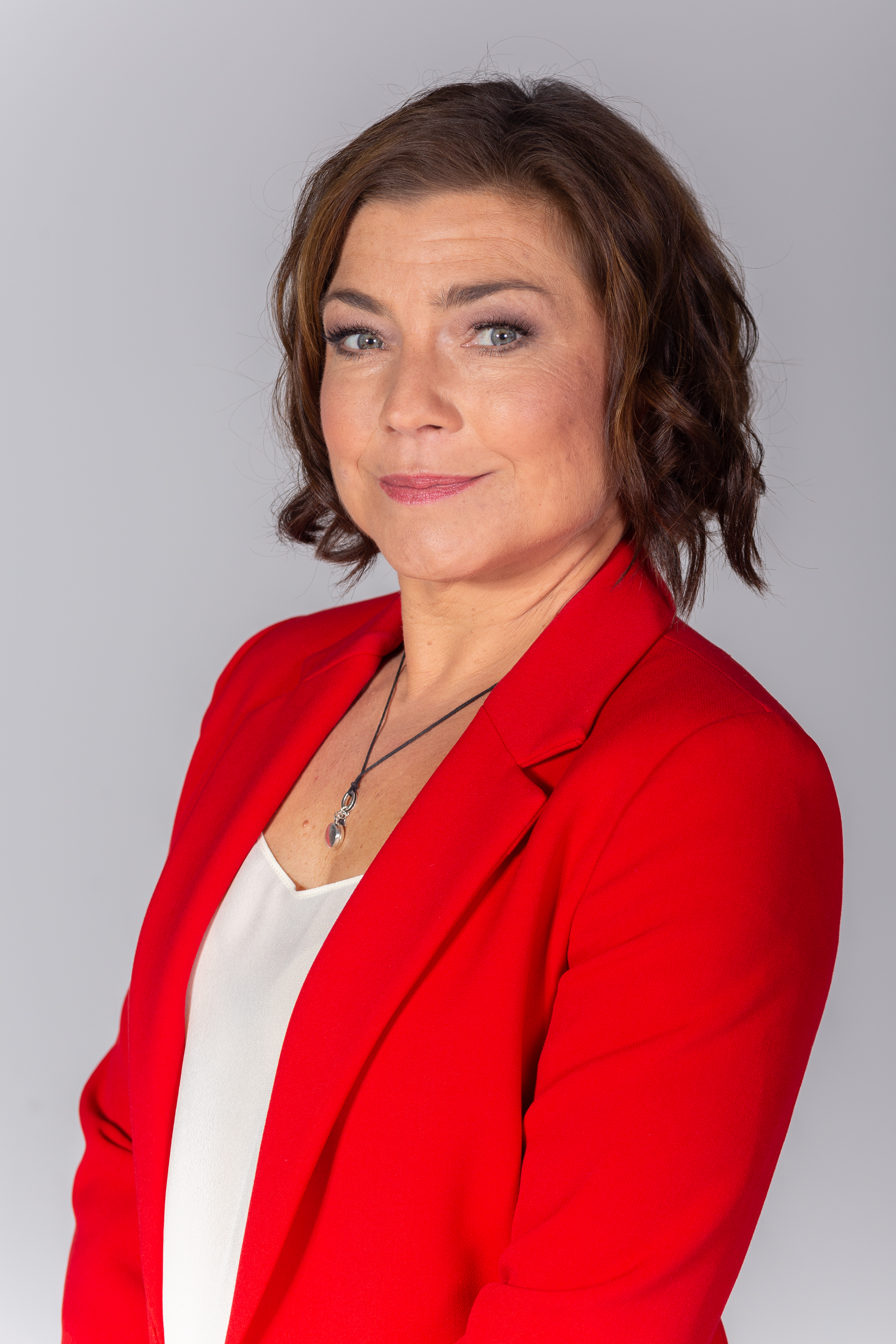
Claudia Schmutzler (* 1966)

- Schmutzler, Fabian (* 2005), deutscher Dartspieler
- Schmutzler, Georg-Siegfried (1915–2003), deutscher Pfarrer und DDR-Widerstandskämpfer
- Schmutzler, Horst (1924–2008), deutscher Fußballspieler
- Schmutzler, Karl (1932–2016), deutscher Politiker (DBD, CDU), MdL
- Schmutzler, Kurt Emil (1895–1948), deutscher Lagerkommandant des KZ Wiener Neudorf
- Schmutzler, Leopold (1864–1940), deutscher Maler
- Schmutzler, Nadine (* 1984), deutsche Riemenruderin
- Schmutzler, Reinhard (1934–2014), deutscher Chemiker
- Schmutzler, Rita (* 1958), deutsche Medizinerin, Direktorin des Zentrums Familiärer Brust- und Eierstockkrebs der Universitätsklinik KölnRita Schmutzler (* 1958)

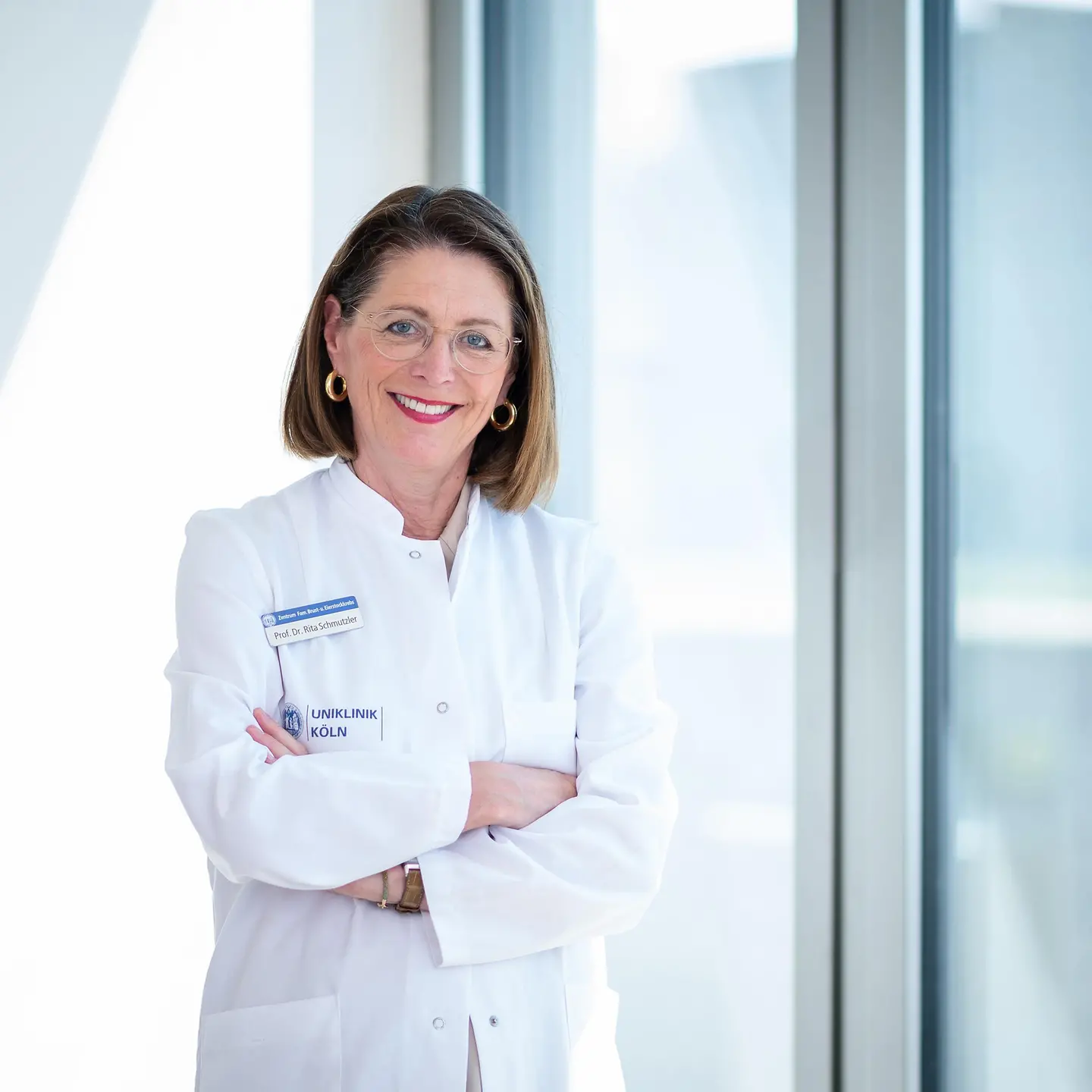
Rita Schmutzler (* 1958)

- Schmutzler, Sabrina (* 1984), deutsche Fußballspielerin
- Schmutzler, Steve (* 1984), deutscher Faustballer

### Schmuz
- Schmuz, Kaspar († 1686), Schweizer Theologe und Teleskopbauer
- Schmuz, Michael Raphael († 1679), Rat, Hof- und Stadtmedicus in Neuburg an der Donau
- Schmuz-Baudiß, Theo (1859–1942), deutscher Maler, Keramiker und Porzellan-Modelleur
- Schmuzer, Franz (1676–1741), süddeutscher Stukkateur des Barock
- Schmuzer, Franz Xaver (1713–1775), deutscher Maler und Stuckateur
- Schmuzer, Johann († 1701), Stuckateur, Mitbegründer der Wessobrunner Schule
- Schmuzer, Joseph (1683–1752), süddeutscher Baumeister des Barock
- Schmuzer, Mathias († 1686), Stuckateur der Wessobrunner Schule
- Schmuziger-Dietrich, Emma (1866–1954), Schweizer Lehrerin, Sozialarbeiterin und Pfarrfrau